# Meketaten
Meketaten var en prinsessa under Egyptens artonde dynasti.  Hon var den andra av sex döttrar till farao Akhenaten och drottning Nefertiti. 
Hon är avbildad på många konstverk från Amarna. Hon avled möjligen då hon födde ett barn vid mycket ung ålder, och det har teoretiserats om att hennes far i sådana fall var far till hennes barn. 